# The Bridge of San Luis Rey (2004)
The Bridge of San Luis Rey is een dramafilm uit 2004, geregisseerd door Mary McGuckian. Het verhaal is gebaseerd op het boek van Thornton Wilder. De film won een Goya Award voor beste kostuums.

## Verhaal
Lima, ergens in de 18e eeuw. Vijf mensen komen om bij een tragisch ongeluk. Een brug stort in. Een priester gaat op zoek naar een hogere, goddelijke reden voor deze ramp. In zijn zoektocht vindt hij bepaalde achtergronden van de mensen, die bij de ramp om het leven kwamen. Vanwege deze zoektocht komt hij in conflict met de kerk. De verhaallijnen van voor en na het ongeluk wisselen elkaar af.
De personages van de onderkoningin en de actrice zijn losjes gebaseerd op historische figuren.

## Rolverdeling
| Acteur               | Personage                 |
| -------------------- | ------------------------- |
| F. Murray Abraham    | de onderkoning van Peru   |
| Kathy Bates          | de Markiezin              |
| Gabriel Byrne        | monnik Juniper            |
| Geraldine Chaplin    | de abdis                  |
| Robert De Niro       | de aartsbisschop van Peru |
| Émilie Dequenne      | Dona Clara                |
| Adriana Dominguez    | Pepita                    |
| Harvey Keitel        | oom Pio                   |
| Pilar López de Ayala | de actrice La Pericholi   |
| Samuel Le Bihan      | Dona Clara’s echtgenoot   |